# Vladimír Franz

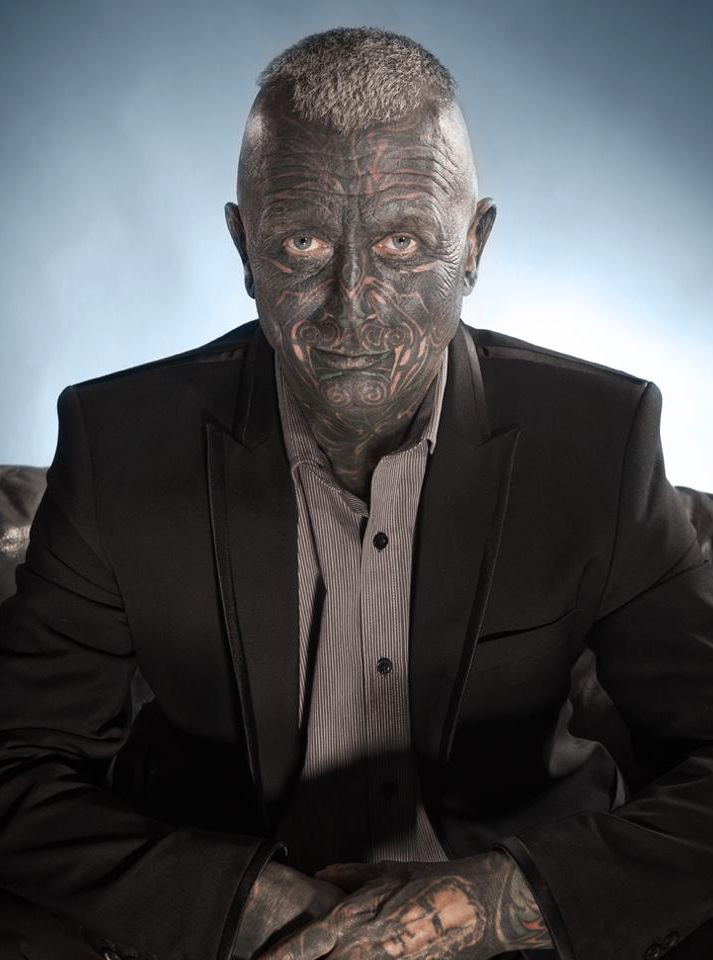
Vladimír Franz (2012)

Vladimír Franz (* 25. Mai 1959 in Prag, Tschechoslowakei) ist ein tschechischer Komponist und Maler. Bekannt ist er auch durch seine Ganzkörper-Tätowierung. Er kandidierte bei der Präsidentschaftswahl in Tschechien 2013.

## Biografie
Franz studierte von 1978 bis 1982 Rechtswissenschaft an der Karls-Universität Prag. Nachdem er den Doktorgrad erworben hatte, wandte er sich der Kunst zu, da er nicht Teil des „totalitären Rechtssystems“ werden wollte.
Zunächst schlug er sich mit verschiedenen Jobs durch und ging privat bei dem Maler Karel Souček und dem Komponisten Vladimír Sommer in die Lehre. Er schloss sich einer Theatertruppe in Most an, für die er unter anderem als Komponist arbeitete.
Heute ist Franz als Professor tätig, unter anderem an der Theaterfakultät der Akademie der Musischen Künste in Prag (DAMU).

## Ganzkörper-Tätowierung
Vladimír Franz ist am ganzen Körper einschließlich Gesicht und Kopfhaut tätowiert. Laut Daily Mail sind 90 Prozent seiner Haut bedeckt. Für ihn ist dies mit einer selbstgewählten Hautfarbe vergleichbar.

## Präsidentschaftskandidatur
2012 reichte Franz seine Kandidatur für die Präsidentschaftswahl in Tschechien 2013 ein, nachdem er weit mehr als die erforderlichen 50.000 Unterschriften gesammelt hatte. Die Boulevardpresse berichtete weltweit über den „Tattoo-Kandidaten“. Im ersten Wahlgang schied er am 12. Januar 2013 mit 351.916 Stimmen (6,84 %) als Fünftplatzierter aus.